# Noam Gershony
Noam Gershony (* 30. Januar 1983) ist ein israelischer Rollstuhltennisspieler.

## Karriere
Noam Gershony war Pilot bei den Israelischen Verteidigungsstreitkräften. Während des Libanonkriegs 2006 kollidierte sein AH-64 Apache mit einem anderen Helikopter und stürzte ab, dabei starb sein Kopilot, während er selbst schwer verletzt wurde. Im Rahmen seines Rehabilitationsprogramms begann er 2007 mit dem Rollstuhltennis und startet seitdem in der Klasse der Quadriplegiker.
2011 gewann er die Einzelkonkurrenz beim Wheelchair Tennis Masters mit einem Finalsieg gegen Andrew Lapthorne. Es war sein erster großer Titelgewinn. Bei den Sommer-Paralympics 2012 errang er mit Shraga Weinberg die Bronzemedaille. Im Einzel gewann er mit einem Finalerfolg über David Wagner die Goldmedaille.